# Синий тушканчик
«Синий тушканчик» (фр. Gerboise bleue) — кодовое название первого испытания ядерного оружия Франции, которое было произведено 13 февраля 1960 года в 7:04 утра (по местному времени) на полигоне в центре алжирской Сахары, на плато Танезруфт близ Реггана, в 600 километрах к югу от Бешара. Эта операция была частью политики ядерного сдерживания, к которой стремился тогдашний президент Франции де Голль. Кодовое название относится к тушканчику (гербуазу), небольшому степному грызуну, и синему цвету, который обычно символизирует Францию за рубежом.

## История
Первым стратегом разработки ядерной программы Франции был генерал де Голль, который стремился вывести на новый уровень военную мощь страны, помня о её унизительных поражениях в двух военных конфликтах (Франко-прусская война 1870 года, Вторая мировые войны). В 1945 году он создал Комиссариат по атомной энергии (CEA), изначально негласно имевший военные цели. Советник де Голля бригадный генерал Пьер-Мари Галлуа — один из четырёх людей, которые стояли у истоков решения о создании независимого французского ядерного потенциала, впоследствии получил неофициальный титул «отца французской атомной бомбы».
Над созданием французской атомной бомбы работала команда выдающихся учёных — Фредерик Жолио-Кюри, Бертран Гольдшмидт, Ив Рокар и другие. Работа велась в условиях строжайшей секретности на протяжении десяти лет. Военные до последнего момента не участвовали в проекте. CEA разработало первую атомную бомбу на заводе в Брюйер-ле-Шатель (департамент Эсон), детонатор — в форте Вожур (департамент Сена-и-Марна), а плутоний поступил с завода в Маркуле. Дату и место проведения испытания установил Феликс Гайяр (премьер-министр Франции в 1957—1958 годах, в 1958—1961 — лидер Радикальной партии) за несколько месяцев до события. Непосредственное руководство подготовкой ядерного испытания осуществлял Пьер Гийома, министр обороны в 1959—1960 годах. Техническим руководителем подготовки испытания был физик Пьер Бийо.

### Изготовление бомбы
Проект по созданию первой французской атомной бомбы начался в сентябре 1955 года в форте Шатийон под Парижем. В 1957 году была определена критическая масса делящегося материала. В том же году ускоритель Ван де Графа в ядерном центре Сакле позволил определить наиболее подходящий материал для отражателя нейтронов. Детонатор, который должен был сжать плутоний до сверхкритической массы, был разработан в форте Вожур.
Данные, полученные от американцев в конце 1958 года, позволили сократить требуемую массу плутония, чтобы не превысить определённую мощность и не допустить сильного радиоактивного загрязнения испытательного полигона, сама конструкция бомбы при этом осталась прежней. Сэкономленный таким образом плутоний дал возможность создать ещё одну бомбу (устройство P1), использованную в следующем ядерном испытании («Белый тушканчик»).
Технический план конструкции первой атомной бомбы был подготовлен в конце 1958 года. Создание самой бомбы было осуществлено в 1959 году, но пришлось ждать завершения поставки плутония, произведенного в Маркуле. Первая бомба имела сферическую форму и содержала порядка 32 взрывных линз или GODSC (генераторов центростремительных сферических детонационных волн), удерживаемых оболочкой из смолы и стеклянных волокон и способных открываться для вставки в центр керна из делящегося плутония. Эта центральная часть из плутониевого сплава, названная «Иезавель», была окружена слоем природного урана, действующего как инициатор и отражатель нейтронов для повышения эффективности устройства. Внешний источник нейтронов, расположенный вне активной зоны, позволил с высокой точностью запустить цепную реакцию, дополнительно повысив её эффективность.

## Проведение испытания

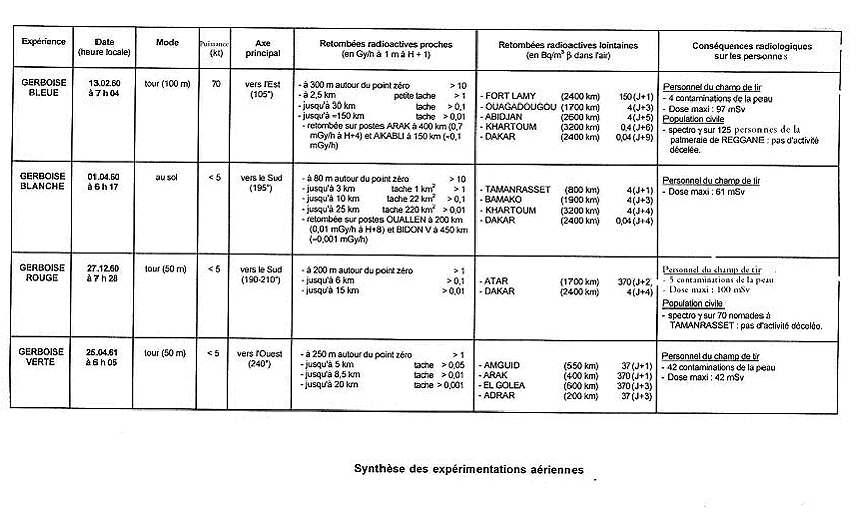
Таблица с результатами первых ядерных испытаний Франции

На место испытания на ядерном полигоне Регган в Танезруфте в центре Сахары, тогда Французский Алжир, было приглашено несколько специально отобранных журналистов. Наблюдательный пункт размещался в 20 километрах от эпицентра взрыва («точки зеро»). Перед взрывом наблюдателей попросили сесть на землю спиной к эпицентру и надеть защитные очки. За минуту до взрыва была запущена красная ракета. 13 февраля 1960 года в 7:04 (местное время) атомная бомба была взорвана в точке с координатами 26°18′42″ с. ш., 0°03′26″ з. д..
Атомная бомба, установленная на металлической башне высотой 100 метров, имела мощность 70 килотонн в тротиловом эквиваленте, что более чем в три раза превосходило мощность взрыва в Хиросиме. Ближайшие к месту испытания здания находились на расстоянии 70 км, взрыв вызывал выпадение радиоактивных осадков в области шириной 200 км и длиной 100 км. Присутствовавшие при испытании журналисты пострадали от радиации от взрыва бомбы.
Французские военные эксперты предсказывали мощность взрыва от 60 до 70 килотонн. Таким образом, операция «Синий тушканчик» имела полный научный и военный успех.